# Jamyang Lodro
Jamyang Lodro (tibétain : འཇམ་དབྱངས་བློ་གྲོས, Wylie : 'jam dbyangs blo gros), né en 1985 au Bhoutan, est un acteur tibétain, qui a joué le rôle d’Orgyen, à 13 ans, dans le film La Coupe (Phörpa). Fils d'Orgyen Tobgyal, Jamyang Lodro, né et élevé dans une famille tibétaine en exil étudie dans une école du monastère bouddhiste de Chokling à Bir en Inde. 
Moine, Jamyang Lodro joue le rôle de Milarépa dans Milarépa : La Voie du bonheur.

## Filmographie
- 1999 : La Coupe (Phörpa)
- 2006 : Milarépa : La Voie du bonheur